# آرنکت
آرنکت (به انگلیسی: Arncott) یک روستا و محله مدنی در بریتانیا است که در چرول واقع شده‌است. آرنکت ۶٫۹۰ کیلومتر مربع مساحت و ۱٬۷۳۸ نفر جمعیت دارد.